# 福井裕佳梨 よかったさがし
福井裕佳梨 よかったさがし（ふくいゆかり よかったさがし）は2007年1月4日から同年4月5日まで『白石涼子の聞かなきゃ☆そん♪Song!』の箱番組として放送された文化放送のラジオ番組。パーソナリティは福井裕佳梨。

## 放送時間
- 毎週木曜 26:40 -

## コーナー
- よかったさがし

リスナーから寄せられた「よかった出来事」を紹介。

## その他
- この番組は短期間（1クール）の放送だったが、4月8日から放送を開始した『福井裕佳梨・川本成のカニフラワー』に引き継がれており、時間も30分に拡大した。